# 石礫底
石礫底（せきれきてい）は、石や礫の砕屑物からなる川底（河床、川床）。河川の中流上部域などに多く見られる河床形態の種類。砂が混じると砂礫底という。

## 生息環境
- 水草はあまり見られない。
- 隙間が大きいため、水の通りがよい。
- サワガニやヨシノボリ、トビケラ目など底生生物の生息地になる。
- オイカワやカワムツ、マス類の産卵の場所になる。